# Chester Conklin
Chester Cooper Conklin (Oskaloosa, 11 gennaio 1886 – Van Nuys, 11 ottobre 1971) è stato un attore statunitense.

## Biografia
Nato ad Oskaloosa nell'Iowa crebbe in una famiglia con molti problemi di violenze domestiche. Quando Chester aveva otto anni, sua madre venne ritrovata arsa viva nel giardino di casa. Sebbene probabilmente si trattasse di suicidio, suo padre venne accusato di omicidio ma venne giudicato innocente.
Alcuni anni dopo, promettendo ad un suo caro amico di non voler più tornare, fuggì via di casa. 
Giunto a Des Moines trovò lavoro come barman in un hotel ma abbandonò il lavoro per trasferirsi ad Omaha in Nebraska, dove la sua passione per il teatro lo portò a intraprendere la carriera di attore comico.
Trascorse diversi anni lavorando con compagnie itineranti facendo spettacoli di vaudeville e lavorando persino come clown in un circo.
Basso e corpulento di statura, per accentuare il suo aspetto comico adatto al vaudeville si fece crescere due lunghi mustacchi che più tardi divennero una specie di simbolo distintivo. Nell'inverno del 1913 all'età di ventisette anni andò a Venice in California presso la Keystone Studios in cerca di una parte.
Ingaggiato venne diretto nel suo primo film da Henry Lehrman in una commedia dal titolo Cupid in a Dental Parlor. Dopo aver girato diversi film, recitò nel film di debutto di Charlie Chaplin dal titolo Charlot giornalista (Making a Living) del 1914.
Girò almeno una dozzina di film con Chaplin presso la Keystone Studios ed i due divennero grandi amici.
Anni dopo Conklin recitò in due celebri lungometraggi di Chaplin, Tempi Moderni del 1936 e Il grande dittatore del 1940.
Tuttavia il grande successo di Conklin fu la creazione di un celebre duo con un'altra stella della Keystone, il pingue Mack Swain. I due diedero vita alla coppia comica Ambrose & Walrus, dove Swain era Ambrose e Conklin dai lunghi mustacchi era Walrus (Tricheco). La coppia interpretò diversi film tra i quali The Battle of Ambrose and Walrus e Love, Speed and Thrills, entrambi girati nel 1915. Oltre al duo comico Ambrose & Walrus, i due attori lavorarono insieme in altri ventisei film.
Nel 1920 Chester Conklin passò alla Fox Film Corporation dove lavorò diversi anni recitando in brevi comiche. Nel frattempo lavorò nel celebre capolavoro cinematografico del 1924 Greed (Rapacità) di Erich von Stroheim e per la Christie Film Company il rifacimento di Tillie's Punctured Romance del 1928, con W.C. Fields.
Nel 1930 Conklin passò dal muto al cinema sonoro, ma sebbene continuasse a lavorare per ben altri trent'anni, i suoi ruoli diventarono prima secondari e poi sempre più marginali. Morì nel 1971 nella sua casa di Van Nuys in California. Le sue ceneri sono state disperse nell'Oceano Pacifico.

## Riconoscimenti
Per il suo contributo dato alla storia del cinema Conklin è celebrato nell'Hollywood Walk of Fame.

## Filmografia parziale
- L'appuntamento di Charlot (Twenty Minutes of Love), regia di Joseph Maddern e da Charlie Chaplin (1914)
- His Taking Ways, regia di John Francis Dillon (1914)
- Dizzy Heights and Daring Hearts, regia di Walter Wright (1915)
- The Home Breakers, regia di Walter Wright (1915)
- Bucking Society, regia di Harry Williams e William S. Campbell (1916)
- Fresh from the City, regia di Walter Wright (1920)
- Cani e biplani (The Love Egg), regia di Erle C. Kenton (1921)
- The Galloping Fish, regia di Del Andrews (1924)
- One Year to Live, regia di Irving Cummings (1925)
- My Neighbor's Wife, regia di Clarence Geldart (1925)
- The Winding Stair, regia di John Griffith Wray (1925)
- The Great Jewel Robbery
- La sposa mascherata (The Masked Bride), regia di Christy Cabanne e (non accreditato) Josef von Sternberg (1925)
- Where Was I?, regia di William A. Seiter (1925)
- The Pleasure Buyers, regia di Chet Withey (1925)
- Donna di mondo (A Woman of the World), regia di Malcolm St. Clair (1925)
- A Social Celebrity, regia di Malcolm St. Clair (1926)
- The Duchess of Buffalo, regia di Sidney Franklin (1926)
- Addio mia bella addio (Behind the Front), regia di A. Edward Sutherland (1926)
- Marinai... per forza  (We're in the Navy Now), regia di A. Edward Sutherland (1926)
- Giovinezza (Fascinating Youth), regia di Sam Wood (1926)
- La vergine dell'harem (The Lady of the Harem), regia di Raoul Walsh (1926)
- McFadden's Flats, regia di Richard Wallace (1927)
- I signori preferiscono le bionde (Gentlemen Prefer Blondes), regia di Malcolm St. Clair (1928)
- Rivista delle nazioni (The Show of Shows), regia di John G. Adolfi (1929)
- L'uomo della Virginia (The Virginian), regia di Victor Fleming (1929)
- Il trapezio della morte (Swing High), regia di Joseph Santley (1930)
- L'uomo senza volto (The Preview Murder Mystery), regia di Robert Florey (1936)
- L'inafferrabile signor Jordan (Here Comes Mr. Jordan), regia di Alexander Hall (1941)
- California (Can't Help Singing), regia di Frank Ryan (1944)
- Scheherazade (Song of Scheherazade), regia di Walter Reisch (1947)
- Il messicano (Right Cross), regia di John Sturges (1950)
- Paradise Alley, regia di Hugo Haas (1962)